# Asclepiade din Samos
Asclepiade din Samos (secolul al III-lea î.Hr.) a fost poet grec antic.

## Opera
A scris mai ales epigrame prin care își descrie pasiunile erotice.
Sunt remarcabile claritatea ritmului și a versificației, eleganța imaginii.
A introdus versul ce ulterior va fi denumit asclepiadic.